# Större rovbärfis
Större rovbärfis (Arma custos) är en insektsart som först beskrevs av Fabricius 1794.  Större rovbärfis ingår i släktet Arma, och familjen bärfisar. Arten är reproducerande i Sverige.

## Bildgalleri

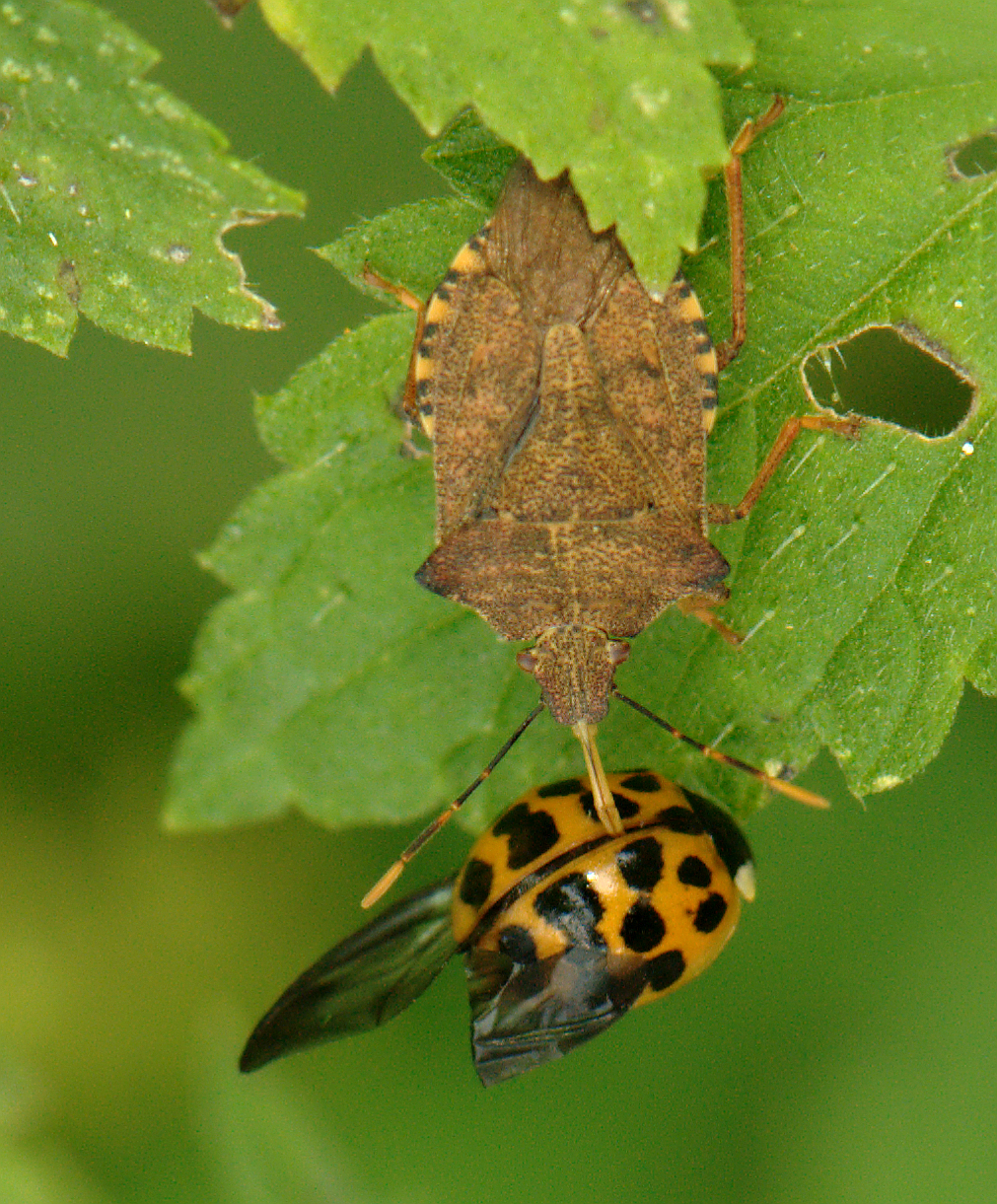
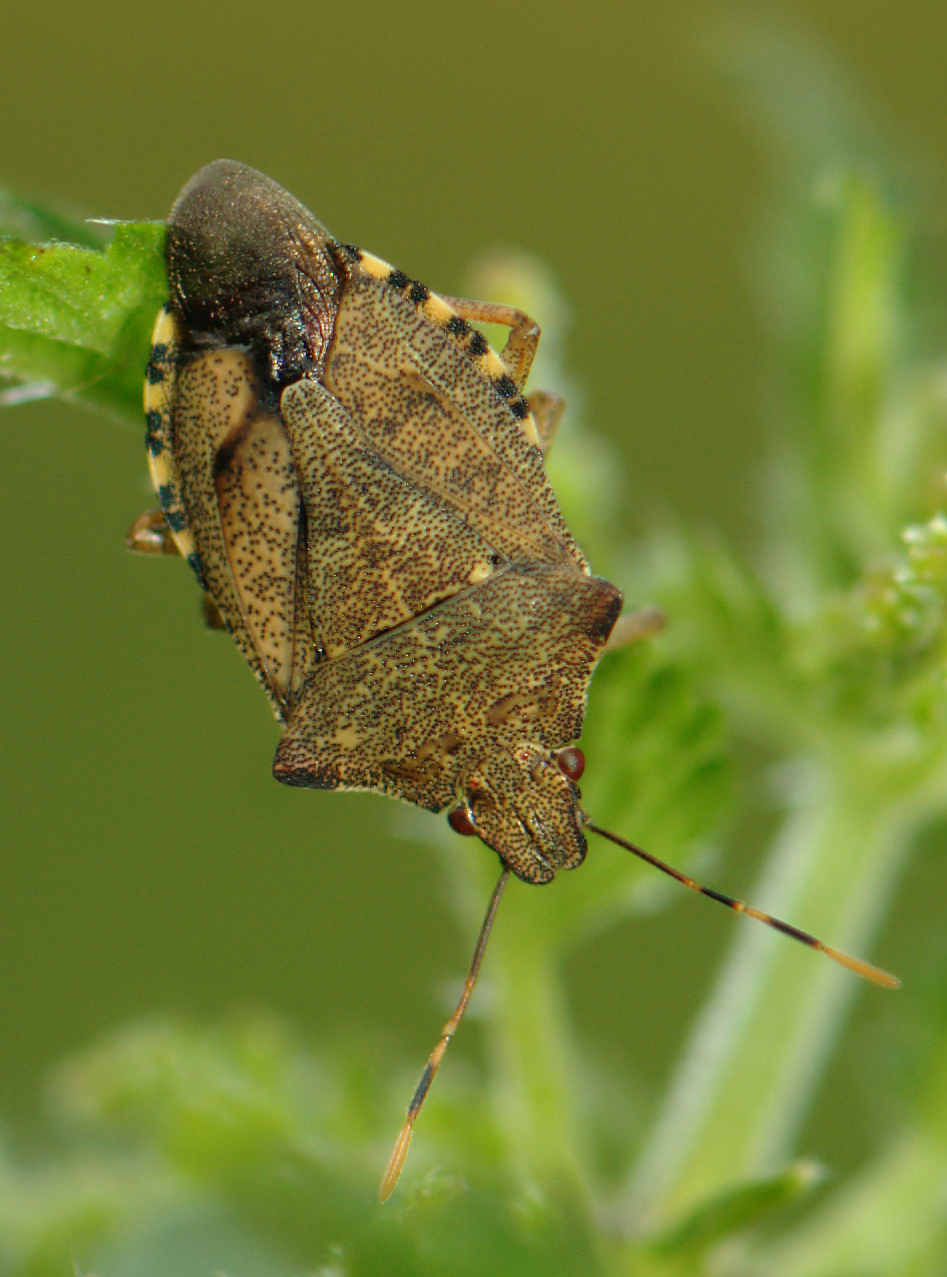
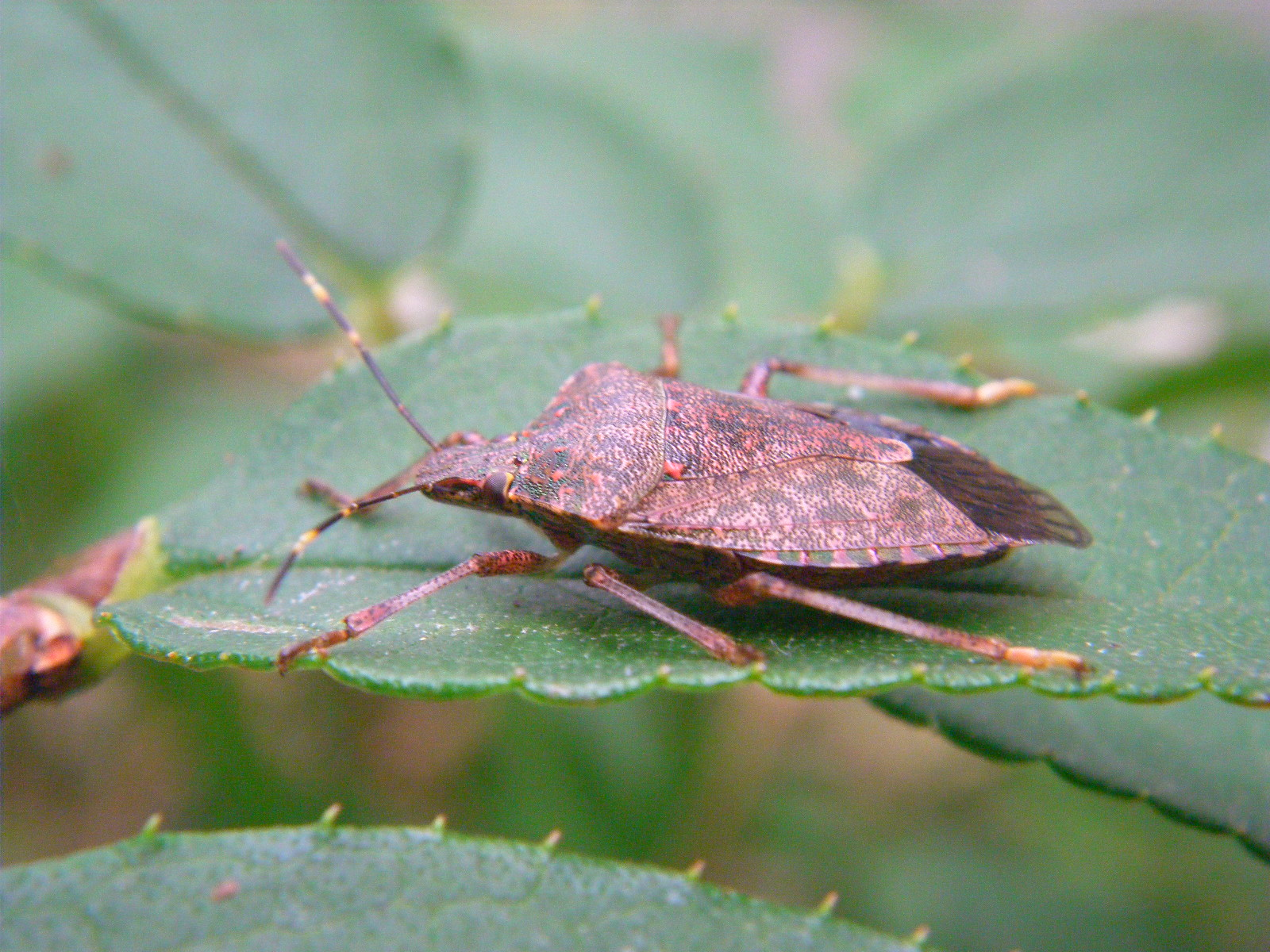
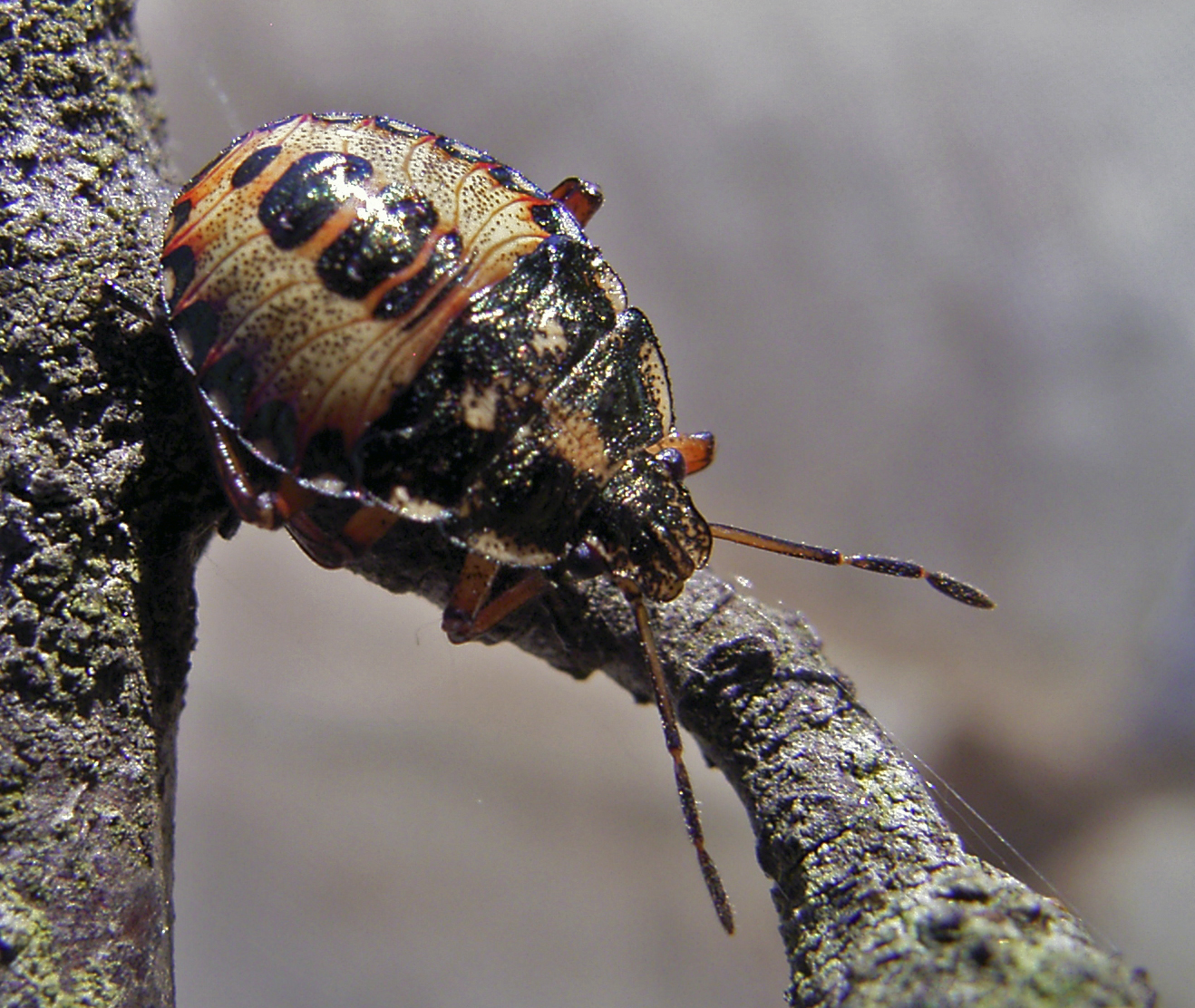